# Phaethornis
Phaethornis és un gènere d'ocells de la subfamília dels fetornitins (Phaethorthinae) dins la família dels troquílids (Trochilidae). Aquests colibrís habiten gran part de la ecozona neotropical.

## Llista d'espècies
Se n'han descrit 27 espècies dins aquest gènere:
- colibrí ermità amazònic (Phaethornis superciliosus).
- colibrí ermità barbablanc (Phaethornis hispidus).
- colibrí ermità bec d'agulla (Phaethornis philippii).
- colibrí ermità becgròs (Phaethornis malaris).
- colibrí ermità becllarg (Phaethornis longirostris), inclou el colibrí ermità de l'Equador.
- colibrí ermità d'Aguste (Phaethornis augusti).
- colibrí ermità de Bourcier (Phaethornis bourcieri).
- colibrí ermità de Koepcke (Phaethornis koepckeae).
- colibrí ermità de Mèxic (Phaethornis mexicanus).
- colibrí ermità de Natterer (Phaethornis nattereri).
- colibrí ermità de Stuart (Phaethornis stuarti).
- colibrí ermità de ventre lleonat (Phaethornis syrmatophorus).
- colibrí ermità de Yaruqui (Phaethornis yaruqui).
- colibrí ermità del Planalto (Phaethornis pretrei).
- colibrí ermità del Tapajós (Phaethornis aethopygus).
- colibrí ermità escatós (Phaethornis eurynome).
- colibrí ermità gorjaestriat (Phaethornis striigularis).
- colibrí ermità gorjafosc (Phaethornis squalidus).
- colibrí ermità gorjagrís (Phaethornis griseogularis), inclou el colibrí ermità del Porculla.
- colibrí ermità gorjanegre (Phaethornis atrimentalis).
- colibrí ermità menut (Phaethornis longuemareus).
- colibrí ermità nan (Phaethornis idaliae).
- colibrí ermità ocraci (Phaethornis subochraceus).
- colibrí ermità rogenc (Phaethornis ruber).
- colibrí ermità ventreblanc (Phaethornis rupurumii).
- colibrí ermità ventreclar (Phaethornis anthophilus).
- colibrí ermità verd (Phaethornis guy).